# Guijo de Ávila
Guijo de Ávila település Spanyolországban, Salamanca tartományban. Guijo de Ávila Guijuelo, Cespedosa de Tormes, Santibáñez de Béjar, La Cabeza de Béjar és Fuentes de Béjar községekkel határos. Lakosainak száma 78 fő (2024).

## Népesség
A település népessége az elmúlt években az alábbi módon változott:
| Lakosok száma | 109  | 106  | 110  | 104  | 98   | 90   | 67   | 76   | 73   | 78   |
|               | 2001 | 2004 | 2007 | 2009 | 2012 | 2014 | 2017 | 2019 | 2022 | 2024 |